# Чернолобый ткач
Черноло́бый ткач (лат. Ploceus velatus) — один из видов ткачей.

## Описание
Чернолобый ткач достигает длины от 11 до 15 см, имеет короткий, конический клюв и коричнево-розовые когти. У самца в брачном наряде чёрное лицо, шея и клюв, светло-жёлтая грудь и голова, красные глаза и несколько зеленоватая спина. У самки коричнево-розовый клюв, коричневые или красно-коричневые глаза, слегка жёлто-зелёное оперение и более тёмный рисунок на спине. Зимнее оперение самца схоже с оперением самки, только глаза красные.

## Распространение
Область распространения чернолобого ткача — это южная Африка. Там он распространён на западе, юге и в центре Анголы, в Замбии, Малави, Мозамбике (кроме северо-востока) и к югу до Южной Африки. Это самый частый ткач в засушливых областях в западной и внутренней Южной Африке. Его можно встретить как в кустарниковых зарослях, саванне, на лугах, во влажных внутренних областях, в полупустынях, так и в городских парках и садах.

## Питание
Чернолобый ткач ищет корм обычно в одиночку или в маленьких группах. Его можно встретить и в больших группах вместе с другими зерноядными птицами. Он питается семенами, зёрнами, плодами, нектаром и насекомыми.

## Размножение

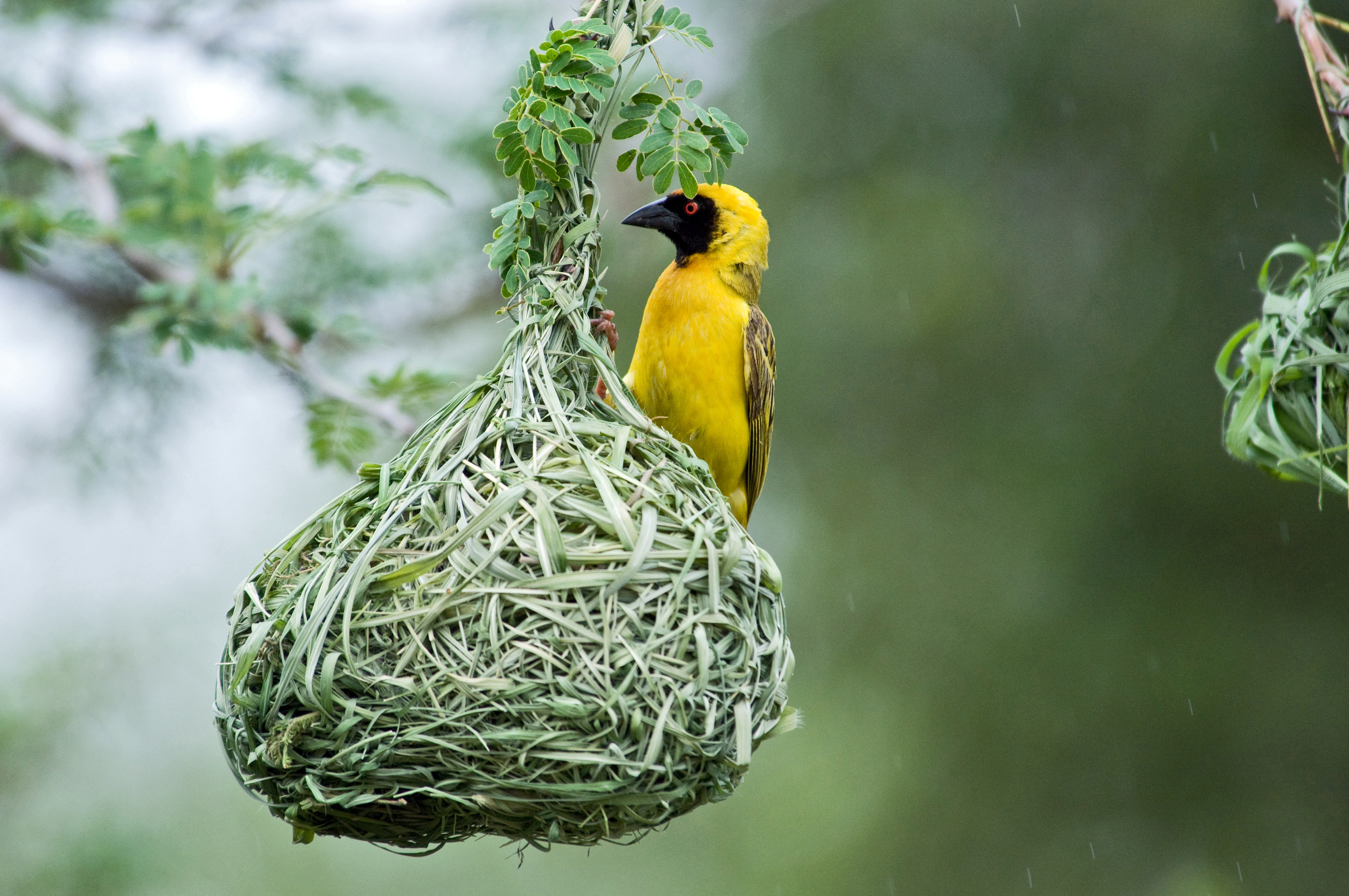
Гнездо чернолобого ткача

Чернолобый ткач гнездится в колониях. Это очень общительная птица. Период гнездования между сентябрём и январём. Самцы имеют, как правило, несколько партнёров-самок и строят в год до 25 гнёзд. Гнёзда строятся, как у всех ткачей, из камыша, травы или других растительных материалов. Чаще они сооружаются на деревьях, растущих у воды, так как в их близости можно легко найти свежие соломинки. Прежде чем самец начинает строительство, он удаляет с ветви все листья, чтобы змеи не могли незаметно приблизиться к гнезду. Другая защита от врагов — это устройство входа в нижней части гнезда. Для строительства гнезда чернолобому ткачу необходимо примерно 5 дней. Чтобы успешно привлечь самку к спариванию, самец должен соорудить до 5 гнёзд. Бронзовая кукушка (Chrysococcyx caprius) является гнездовым паразитом птиц..